# Sonchus platylepis
Sonchus platylepis là một loài thực vật có hoa trong họ Cúc. Loài này được Webb & Berthel. miêu tả khoa học đầu tiên năm 1845.